# 붉은손고함원숭이

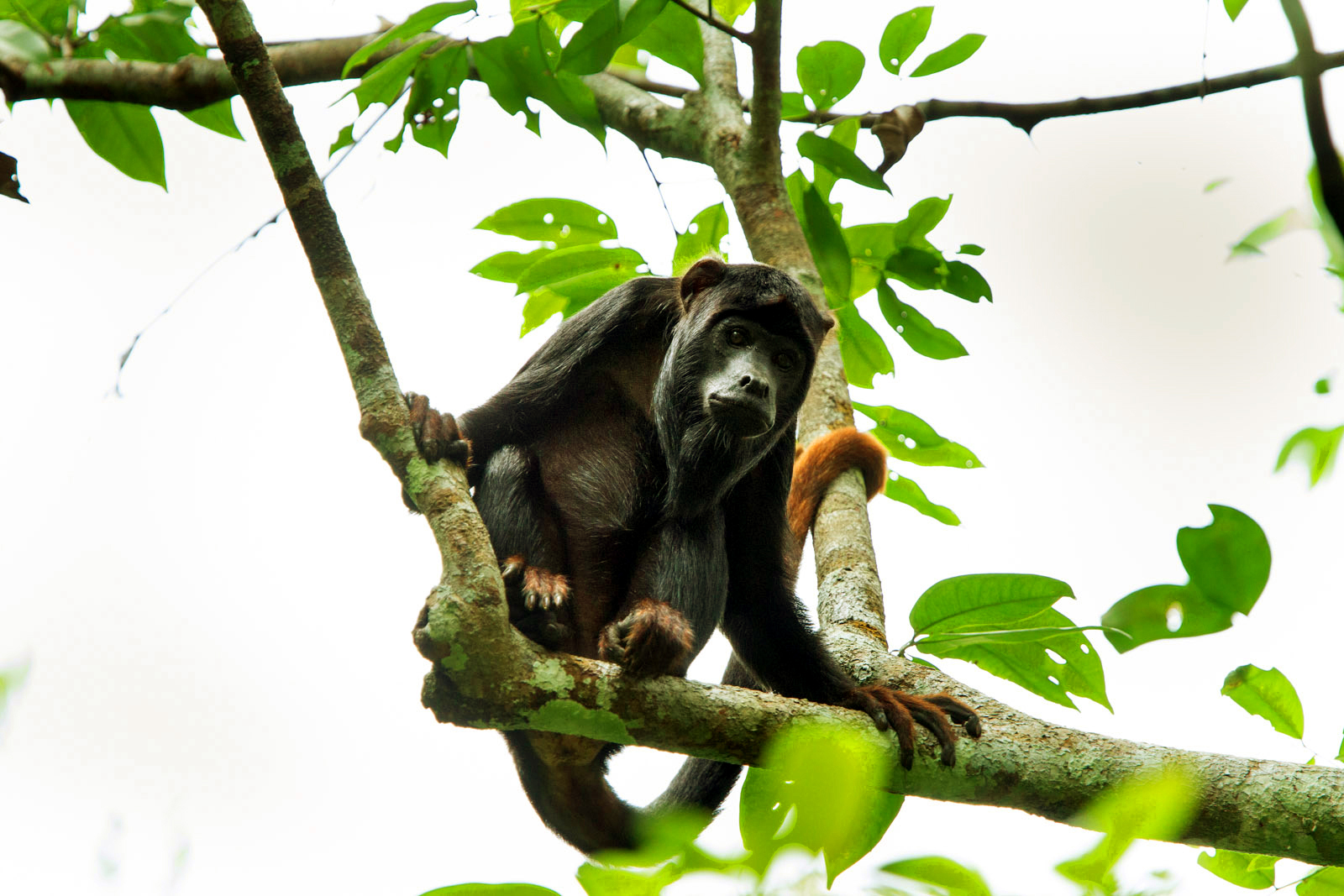

붉은손고함원숭이 (Alouatta belzebul)는 신세계원숭이에 속하는 고함원숭이의 일종이다. 현재, 멸종위기에 처해 있다. 브라질이 원산지다. 이 원숭이는 보통 완전한 검은 색이지만, 일부 암컷들의 발과 꼬리 끝은 붉은 색다.

## 참고 문헌
- Neotropical Rainforest Mammals (1997), Louise Emmons and Francois Feer